# ジョン・ダウランド
ジョン・ダウランド（英語: John Dowland）は、イングランドのエリザベス朝後期およびそれに続く時代に活動した作曲家・リュート奏者。デンマーク王クリスチャン4世の宮廷リュート奏者や、イングランド王ジェームズ1世およびチャールズ1世の宮廷リュート奏者を務めた。エリザベス朝前後に流行したメランコリア（憂鬱）の芸術の巨匠とされ、特に代表作であるリュート歌曲『流れよ、わが涙』（1600年）とその器楽曲版『涙のパヴァーヌ』は当時の欧州で群を抜いて最も高名な楽曲として、東欧を除く全ヨーロッパで広く演奏された。20世紀の音楽学研究者・リュート奏者ダイアナ・ポールトンらによる古楽復興運動以来再び注目を浴び、クラシック・ギターへの編曲も多く作られた他、2006年にはイギリスを代表するロック歌手スティングによってカバーアルバムが作られた。

## 生涯
1588年にオックスフォード大学で音楽学士となった。イングランド女王エリザベス1世のもとで宮廷リュート奏者を望むも得られず、国外に職を求めた。宮廷楽士になれなかった理由として、青年期にフランスに滞在していた一時期カトリック教徒だったことがあったため、そのことが尾を引いて聖公会（イングランド国教会）のイングランドでは排斥されたのだと、ダウランド自身は信じていた。しかし実際には宗教問題は関係がなく、宮廷が予算縮小の方向にあったことや、女王に献呈曲を書くのを怠ったことなどが問題だったのではないかとも言われる。
その後、ヴェネツィア、フィレンツェ、ニュルンベルクなどヨーロッパ各地を遍歴した。フィレンツェでは同地在住のイングランド人からエリザベス暗殺計画への加担を持ちかけられ、1595年にイングランド政界の重鎮ロバート・セシルにその計画を密告している。1598年から1606年にはデンマークでクリスチャン4世付きのリュート奏者を務めた。
1606年にイングランドへ戻り、1612年に国王ジェームズ1世付きのリュート奏者となった。息子のロバート・ダウランドも作曲家・リュート奏者として活躍し、父の死後は宮廷リュート奏者の地位を継承した。

## 人物
「涙のジョン・ダウランド」（Jo: dolandi de Lachrimae）と自署し、イタリアでは「不幸なるイングランド人ジョヴァンニ・デュランデ」（イタリア語: Gio. Dulande infoelice Inglese）とも名乗った。モットーは「人を救う技芸はその主を救うことあたわず」「運命の女神（フォルトゥーナ）の祝福を受けざりし者は、ただ憤るか泣きはらすのみ」。自分の姓ダウランドとラテン語のドレーンス（dolens, 嘆いている）を掛けて、Semper Dowland, Semper Dolens（『常にダウランド、常に嘆いている』）という題名の曲も書いている。
ダウランドの実際の性格については、自称および作風通り陰気な人間であったとする説と、その逆に陽気な人間であったとする説がある。
もともとダウランド研究の旗手でありその伝記も著したダイアナ・ポールトンは、涙や嘆き、死といった題材を好む陰鬱な人間としてのダウランド像を描いた。しかし、アントニー・ルーリーはポールトンの説に反論し、ダウランドの死から数十年後に書かれたトーマス・フラー『イギリス名士列伝』（1662年）ではダウランドが陽気な人間であったと書かれていることや、全87曲が現存する歌のうち14曲にしか明確に厭世的な曲は存在せず、実際は明るい舞曲や歌曲も多く作曲したことを指摘した。ルーリーの主張によれば、ダウランドがしばしば自身を陰気な人間と描いたのは、音楽家としてそのような個性付けを行ったに過ぎず、実際は快活な人間であったという。ルーリーによれば、16世紀初頭からイタリアでは新プラトン主義やグノーシス主義といった神秘思想が流行したが、大陸で学んだこともあるダウランドもまたその影響下にあり、作曲の理論として数秘術が用いられていることもあるという。この神秘思想は16世紀末のイングランドではやや形を変えて、メランコリー（憂鬱性）や闇夜への崇拝として現れたが、ダウランドのパトロンだったルーシー・ラッセル (ベッドフォード伯爵夫人)もそのような思想を好む人物であったなど、「憂鬱なダウランド」という人物像は時代の潮流に合わせるためにダウランド自身があえて作った人物像であるという。
ルーリーの陽気人物説に対し、ポールトンは反論を行って自身の陰気人物説を補強した。まず、トーマス・フラーが著した列伝は事実関係に誤認が多く、フラーがダウランドと面識があったとは考えにくいため、フラーによる「陽気な人間」という記述は信用をおけないという。また、1595年に大陸に遊学中のダウランドがイングランド政界の重鎮ロバート・セシルに宛てて書いた手紙では、ジョン・ジョンソン (作曲家)の後任としてエリザベス1世の宮廷リュート奏者になれなかったことへの不満が噴出している。この手紙では、自分が宮廷楽士に選ばれなかった理由は宗教問題にあるとダウランドは信じ込んでいるが（ダウランドは一時期カトリックに改宗していたがエリザベス女王はイングランド国教会派だった）、ポールトンの説によれば実際は無関係で、宮廷の経費削減計画の一環として宮廷楽士の枠が削られただけではないかという。さらに、1611年に発表された楽譜集A Pilgrimes Solaceでは、作曲家トバイアス・ヒュームをはじめ様々な音楽家が批判されているが、楽譜集を濫用して他人への批判の媒体として用いるのは他に例がないという。なお、翌年に念願通りジェームズ1世お抱えのイングランド宮廷楽士に登用された後はこの種の不平不満は見られなくなる。そのため、ポールトンの推測によれば、ダウランドは穏やかな晩年を過ごしたのではないかという。
ポールトンの弟子だったリュート奏者ヤコブ・リンドベルイもポールトン説とおおよそ同様の趣旨を述べ、陰気人物説を支持している。

## 作品
作品は声楽とリュート音楽に分けられる。宗教的な楽曲はほとんど見あたらず、愛や悲しみを歌う通俗作品が特徴的である。
声楽は世俗曲であり、1597年、1600年、1603年に歌曲集が出版され、80以上の作品が残されている。『涙のパヴァーヌ』の愛称で知られる『流れよ、わが涙』（Flow, my tears）は当時のもっとも高名な歌である。
他にも、『さあ、もういちど愛が呼んでいる』（Come again, sweet love doth now invite）は明るい曲調で、広く知られている。
リュート音楽は、ファンタジアやパヴァーヌ・ガリヤード・ジグなどの舞曲を含む、独奏ないし合奏の曲である。ダウランドの作品は広くヨーロッパで愛好され、多くの作曲家が彼のメロディーを元にして舞曲を残した。リュート曲の中でも『蛙のガリアルド』（Frog Galliard、歌曲としては『今こそ別れ』（Now o now I needs must part））は有名であるが、タイトルの蛙とは、女王エリザベス1世がフランス王子アンジュー公フランソワにつけたあだ名であり、そのアンジュー公との悲しい別れを題材にした曲である（この曲は栗コーダーカルテットもリコーダーでとりあげている）。　
文学においても、『流れよ、わが涙』がSF作家フィリップ・K・ディックにより、小説『流れよ我が涙、と警官は言った』のモチーフとして参照されている。
1973年、当時人気を博していたオランダのプログレッシブ・ロック・グループ、フォーカスのギタリストのヤン・アッカーマンがソロ・アルバム『流浪の神殿』で自らリュートを演奏して「ブリタニア」（"Britannia"）などダウランドの作品を数曲披露した。当時のLP解説を、異例にもバロックから古楽の大家皆川達夫が執筆し、その功績を賞賛した。アッカーマンは、1973年5月5日にロンドンのレインボー・シアターで開かれたフォーカスのコンサートで、アンコールにリュートを独奏して「ブリタニア」を披露して、集まったロック・ミュージック・ファンの大喝采を浴びた。その様子を写した映像が存在する。
1977年には、ダウランドの音楽が広く知られることとなる録音、アントニー・ルーリー、アントニー・ベイルズ、ヤコブ・リンドベルイ、ナイジェル・ノース、クリストファー・ウィルソンらの演奏によるリュート全曲集、およびルーリーとエマ・カークビーのリュート全歌集が世に出された。
2006年、ポップス界の大御所スティングが、ダウランド作品集『ラビリンス』（Songs from the Labyrinth）を発表して注目された。
日本では、リュート奏者つのだたかしの演奏や、つのだの伴奏による波多野睦美とのデュオによるリュート歌曲が知られている。つのだは自身のプロデュースする企業にダウランド アンド カンパニイと名づけている。また、村治佳織もギターでダウランドのリュート曲を演奏している。